# اووید ۲۸۰۰
سیارک ۲۸۰۰ (به انگلیسی: 2800 Ovidius، نامگذاری:4585P-L) دو هزار و هشتصدمین سیارک کشف شده‌است که در ۲۴ سپتامبر ۱۹۶۰ کشف شد.
قدر مطلق سیارک برابر ۱۲٫۸۰ است.